# Colonia (Versicherung)
Die ehemals börsennotierte Colonia Versicherung AG mit Sitz in Köln war eine deutsche Kompositversicherung, in deren Konzern sowohl das Erst- als auch das Rückversicherungsgeschäft betrieben wurden. Unter der Firma Axa-Konzern AG bildet sie heute den Kern der deutschen Aktivitäten des französischen Axa-Konzerns.

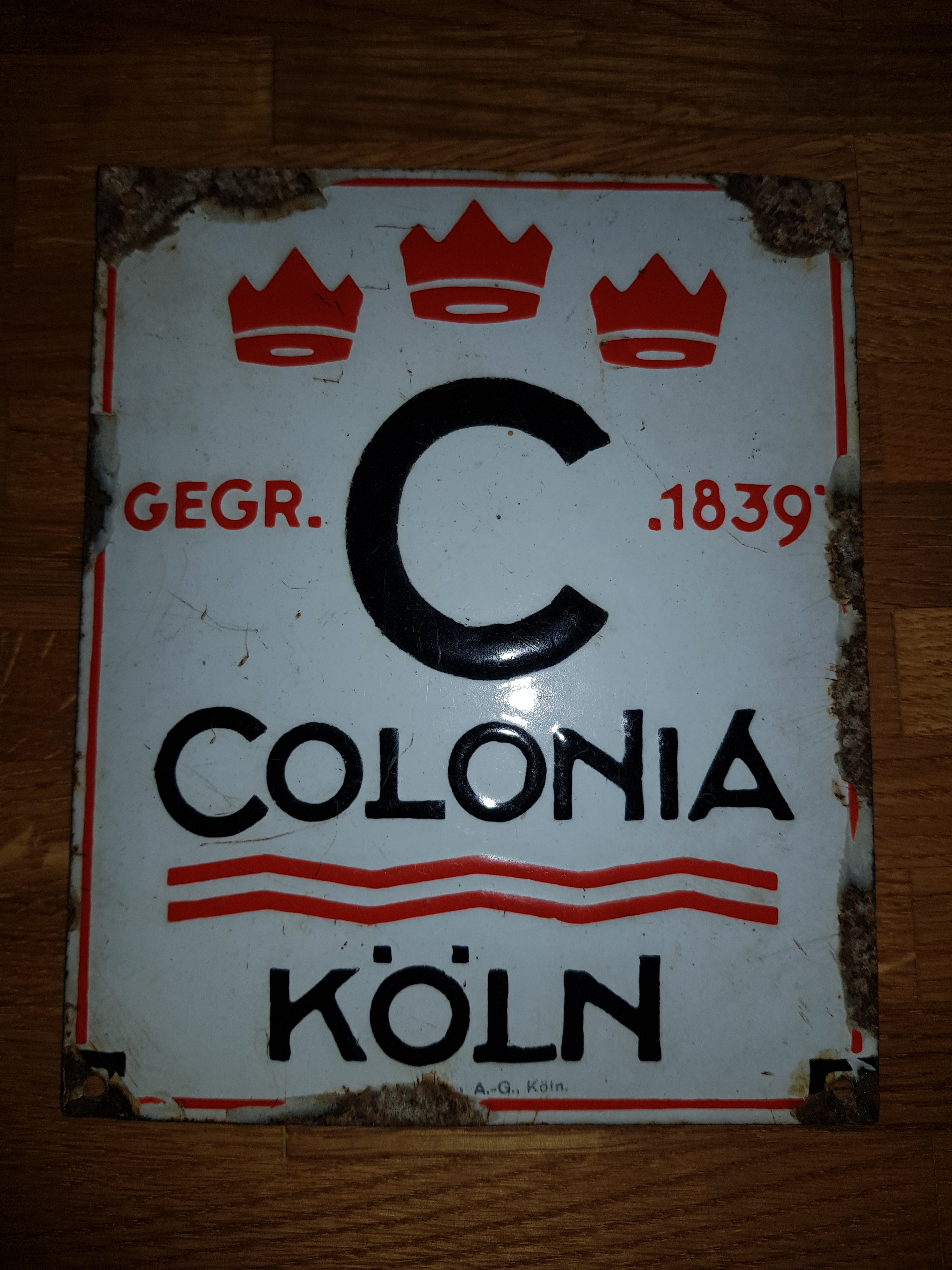
Emailleschild für feuerversicherte Gebäude

## Geschichte
Ein Konsortium aus den Kölner Bankiers Simon Oppenheim, Johann David Herstatt (1805–1879), Abraham Schaaffhausen, Johann Heinrich Stein, Bankhaus Seydlitz & Merkens, den Frankfurtern Amschel Mayer von Rothschild, Carl Mayer von Rothschild und den Gebrüdern von Rothschild (Paris) gründete am 4. April 1838 mit 3 Millionen Talern (9 Millionen Mark) die Kölnische Feuer-Versicherungs-Gesellschaft. Anlass war das preußische Gesetz über das Mobiliarversicherungswesen vom 8. Mai 1837, das die Arbeit der ausländischen Versicherungen stark einschränkte. Sie übernahm den Versicherungsbestand eines betroffenen französischen Unternehmens. Der Konzessionsantrag vom 4. April 1838 der Kölnischen Feuer-Versicherungs-Gesellschaft beschrieb den Betriebszweck, dem Großhandel und sonstigen Geschäften in Köln und den preußischen Provinzen einen angemessenen Feuerversicherungsschutz zu bieten. König Friedrich Wilhelm III. erteilte erst am 5. März 1839 die Zulassung. Am 16. Juli 1839 nahm sie ihren Geschäftsbetrieb auf. Am 5. März 1841 erfolgte die Firmenänderung in Kölnische Feuer-Versicherungs-Gesellschaft, Colonia, wobei sie den römischen Namen ihrer Gründungsstadt zunächst als Beinamen führte. Zu jener Zeit beschäftigte die Gesellschaft in ihrer Kölner Zentrale 12 Mitarbeiter und 42 Hauptagenten.

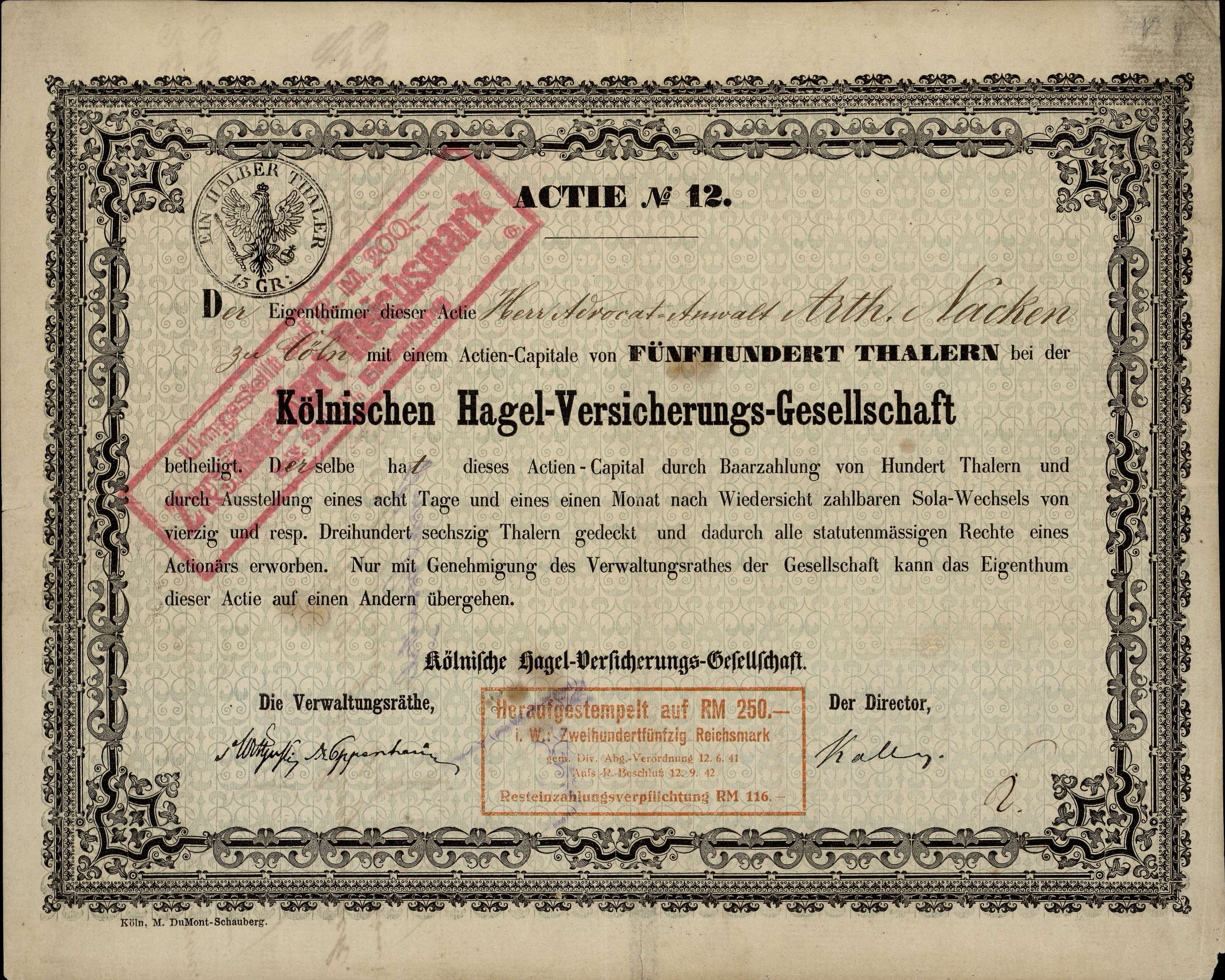
Gründeraktie über 500 Thaler der Kölnischen Hagel-Versicherungs-Gesellschaft von 1853

Der Hamburger Brand zwischen dem 5. und 8. Mai 1842 brachte ihr den ersten Großschaden, zumal die Reservefonds der deutschen Feuerversicherer relativ schwach ausgestattet waren. Am 27. September 1853 erhielt die Colonia die Konzession für die Concordia Lebensversicherungs-AG, am 29. November 1853 gründete sie als Tochtergesellschaft die Kölnische Hagel-Versicherungs-Gesellschaft. Eine erneute Umfirmierung erfolgte am 22. Dezember 1919 in Colonia, Kölnische Feuer- und Kölnische Unfall-Versicherungs-AG, 1921 gründet diese die Rheinische Interessengemeinschaft zwecks Zusammenarbeit mit Aachen-/Münchener und Vaterländische/Rhenania. Eine erneute Änderung erfolgte am 30. Mai 1938 in Colonia Kölnische Versicherungs-AG. 1939 gab es bereits 880 Beschäftigte. Im Mai 1939 wurde Robert Pferdmenges Aufsichtsratsvorsitzender.
Nach dem Zweiten Weltkrieg beschäftigte die Gesellschaft im Jahre 1949 insgesamt 762 Personen. Am 21. August 1969 erfolgte die Verschmelzung mit der National Allgemeine Versicherungs-AG (Lübeck) zur Colonia National Versicherungs-AG. Durch die 1669 übernommenen Mitarbeiter stieg die Zahl der Beschäftigten auf 3896. Weitere Fusionen im Jahre 1970 ließen die Mitarbeiterzahl auf 5286 ansteigen. Im Jahre 1971 erfolgte die Änderung in Colonia Versicherung AG. Die zahlreichen Übernahmen und eigenes Wachstum machten die Colonia 1989 zu Deutschlands zweitgrößter Versicherungsgruppe. Alfred Freiherr von Oppenheim verkaufte im Juli 1989 seine Mehrheitsbeteiligung an der Colonia-Gruppe für 3 Mrd.  DM an die französische Compagnie Financière du Groupe Victoire und konnte dadurch das Bankkapital des Bankhauses Sal. Oppenheim von 180 Mio. DM auf eine Mrd. DM erhöhen. Im Juli 1991 führte der verschachtelte Konzern eine Holdingstruktur mit der Colonia Konzern AG als Konzernspitze ein. Zu dem Konzern, der über Beitragseinnahmen von 2,5 Mrd. DM verfügte, gehörte auch die Nordstern-Versicherung.
Mehrheitsaktionär der Colonia Konzern AG wurde im Oktober 1993 die staatliche französische Union des assurances de Paris (UAP), deren Privatisierung im März 1994 begann. Die privatisierte UAP wiederum wurde im Mai 1997 von der AXA-Gruppe im Rahmen einer Fusion übernommen. Seit September 2001 firmiert die Colonia nunmehr als AXA Konzern AG. Axa erwarb schrittweise die Anteile der verbleibenden freien Aktionäre, zunächst mit einem im Dezember 2005 angekündigten freiwilligen Übernahmeangebot, gefolgt von einem Squeeze-out im Mai 2006, womit auch das Delisting der Aktien der Colonia Konzern AG erfolgte.

## Geschäftsgebäude
Der erste provisorische Geschäftssitz lag in der Ehrenstraße Nr. 4. Heinrich von Wittgenstein ließ sich 1838 durch Dombaumeister Ernst Friedrich Zwirner ein Stadtpalais in der Trankgasse 9 auf dem Gelände der niedergelegten Pfarrkirche St. Lupus bauen, so dass der ehemalige Wittgensteiner Hof in der Trankgasse Nr. 6 im Jahre 1839 als Sitz der gerade gegründeten Versicherungsgesellschaft diente. Um die Domplatte von weiteren Anbauten zu befreien, schenkten 1863 die Colonia und die Köln-Mindener Eisenbahn-Gesellschaft (Nr. 8) ihre Grundstücke der Stadt Köln. Die Colonia zog deshalb nach Unter Sachsenhausen 10–12 in einen von Josef Felten konzipierten klassizistischen Bau (1863–1923). Es folgten Umzüge in die Oppenheimstraße 11 (1923–1983) und die Colonia-Allee 10–20 in Köln-Holweide (1983 bis heute).

## Sonstiges
Die Colonia-Versicherung war Bauherr und erster Eigentümer eines der höchsten Wohnhäuser Europas, dem im August 1973 eröffneten und nach ihr benannten Colonia-Haus in Köln. Auf dem Dach war deshalb das Logo der Versicherung als Leuchtreklame angebracht; mittlerweile ist der Axa-Werbeschriftzug installiert. Die neuen Eigentümer legen dennoch Wert auf den Namen Colonia-Haus, denn der hat sich im Gegensatz zum Werbeschriftzug nicht geändert.

## Veröffentlichungen
- Klara van Eyll: ...genannt Colonia. 150 Jahre Kölnische Feuer-Versicherungs-Gesellschaft AG 1839–1989. Hrsgg. v. Colonia Versicherung Aktiengesellschaft, Köln 1989.